# 塩浜 (江東区)
塩浜（しおはま）は、東京都江東区の町名。現行行政地名は塩浜一丁目および塩浜二丁目。住居表示実施済区域。

## 地理
深川地域内に当たる。一丁目と二丁目があり、一丁目はおおむね旧深川浜園町、二丁目はおおむね旧深川塩崎町および東平井町の町域である。東京湾の埋立地（枝川改修工事による埋立一・二号地）に設けられた町で、北は汐浜運河、南は汐見運河、西は豊洲運河に挟まれた立地である。江東区木場・東陽や古石場、越中島の南、汐見運河を挟んだ枝川・潮見の北に位置する。西は豊洲運河を挟んで豊洲、東は運河を挟んで新砂である。
一丁目は倉庫街であるが、集合住宅が増加している。二丁目には塩崎保育所、重度知的障害者施設塩浜福祉園、江東区特別養護老人ホーム塩浜ホーム、鈴木病院（救急指定）、特別養護老人ホームらん花園、江東区立らん花園在宅介護支援センターなど、福祉や医療関連の施設が集積しているほか、集合住宅などの住居や零細工場などが存在し、東側は鉄道の敷地が多くを占める。また、三洋証券が証券バブル期に建築した当時世界最大規模といわれたディーリングセンター跡がある（現在はTISが運営するデータセンターとなっている）。一丁目と二丁目の間を三ツ目通りが貫き、その上を首都高速9号深川線が通る。一丁目より二丁目のほうが広く、二丁目は東西方向に長い。
地下をJR京葉線が通り、塩浜二丁目第二公園の南付近から地上に出て、汐見運河を渡って潮見駅へ向かう。二丁目にはJR総武本線貨物支線（越中島支線）の越中島貨物駅がある。貨物支線の終端部は二丁目7番付近にある。同駅から西には豊洲・晴海方面へ東京都港湾局専用線が延びていたが、1989年（平成元年）に廃線となり、現在は一部に廃線跡がそのまま残されているほか、旧貨物用地は大規模マンション 明和地所クリオレジダンス東京や救急病院、特別養護老人ホームの敷地、駐車場等となった。豊洲との間に架かる豊洲橋梁は2000年に撤去された。
また二丁目には東京地下鉄の深川車両基地がある。車両基地にはジェイアールバス関東本社および東京支店が隣接している。旅客扱いをする鉄道駅は町内には存在しない。二丁目西部と枝川を結ぶ鴎橋は架け替え工事が行われ、旧橋より車線数も増えた。

### 地価
住宅地の地価は、2025年（令和7年）1月1日の公示地価によれば、塩浜2-29-4の地点で75万円/m2となっている。

## 歴史

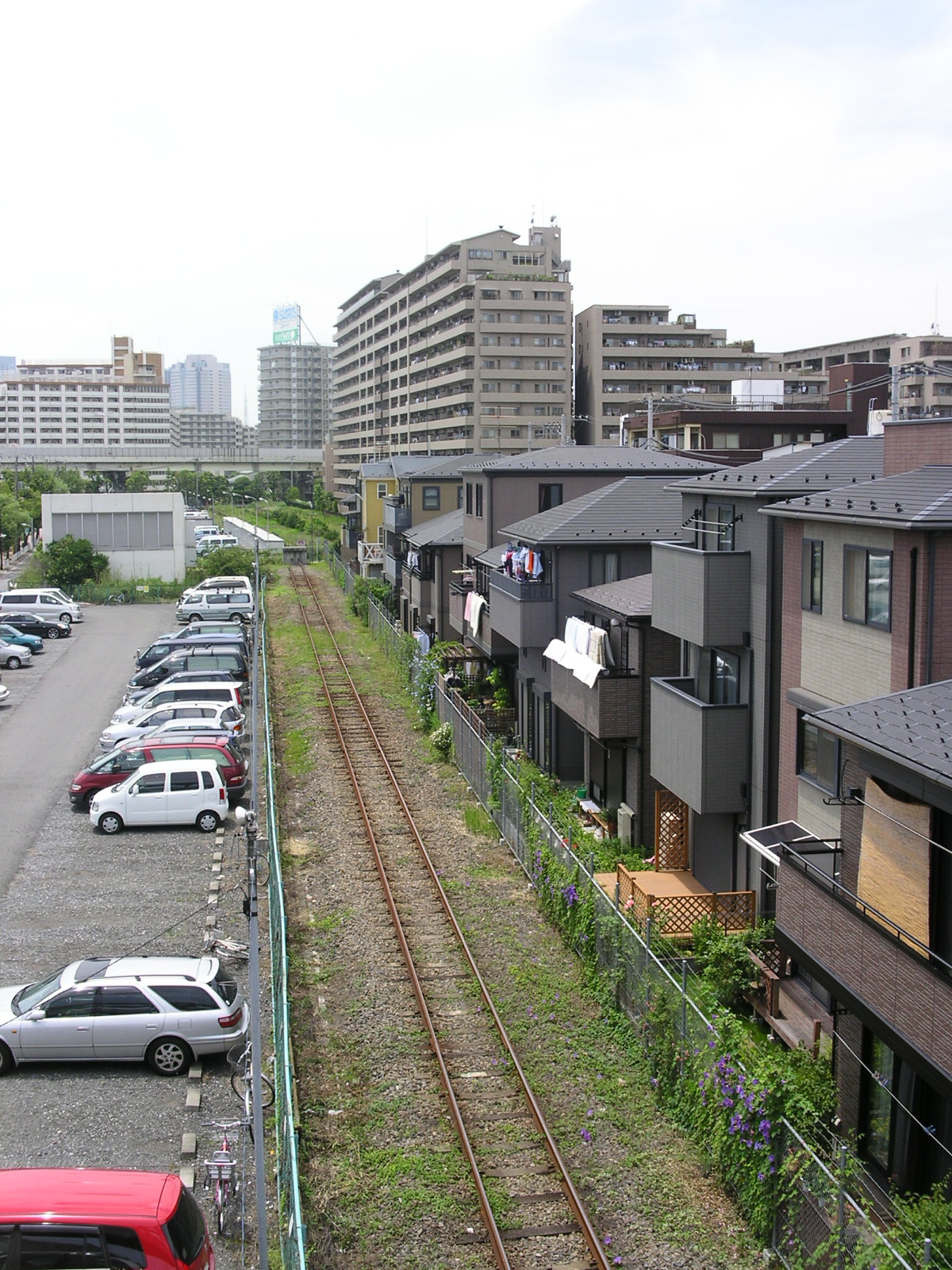
塩浜二丁目にある、越中島貨物線終端部。この先には東京都港湾局所有の引き込み線が1989年まで接続していた。終端部右側のマンションは、東京液体化成品センター東京営業所（1997年閉鎖）跡に建設されたクリオレジダンス東京（明和地所）。高架は首都高速9号深川線。左側に見える駐車場の下をJR京葉線が通る。

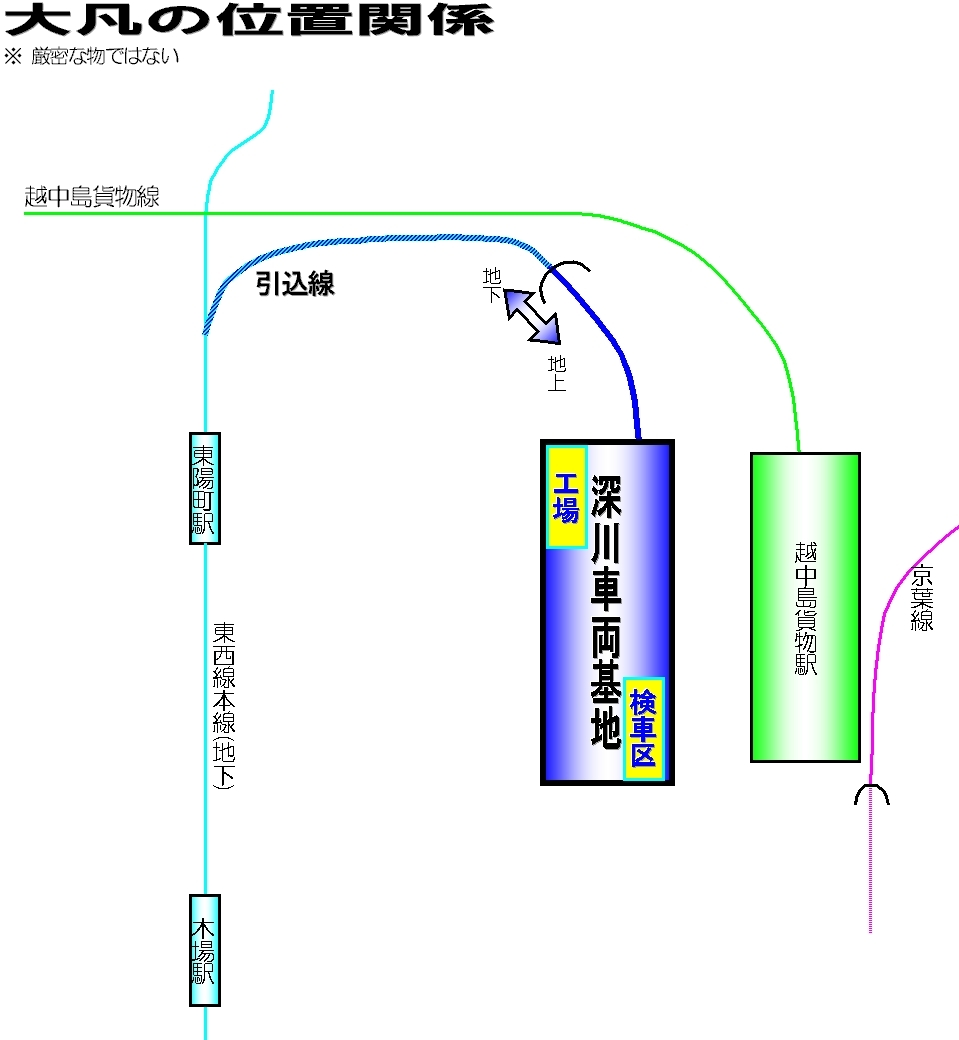
塩浜とその周辺地域における鉄道のおおよその位置関係

塩浜は、住居表示実施前に存在した塩崎町と浜園町の町域に相当する。戦前は深川区浜園町（のち1946年の22区制施行時に江東区深川浜園町）および同区塩崎町（同じく22区制施行時は江東区深川塩崎町）であり、両町は西に浜園町、東に塩崎町と並ぶ位置関係にあった。

### 地名の由来
1968年（昭和43年）4月1日の住居表示実施の際、深川塩崎町の塩、深川浜園町の浜を取ったとされる。
塩浜の名前はこれ以前、1914年に東京市によって設けられた平久町地先埋立地の一部（現在の木場の一部）に「塩浜町」と名づけられた時にも見ることができるが、のち1931年に平久町二丁目に合併される形で消え、1968年に深川塩崎町と深川浜園町（および東平井町）が合併した際に復活した。
上記のような事情で成立した合成地名であり、特に製塩業が盛んであったという理由ではない。

## 世帯数と人口
2023年（令和5年）1月1日現在（東京都発表）の世帯数と人口は以下の通りである。
| 丁目       | 世帯数    | 人口     |
| ---------- | --------- | -------- |
| 塩浜一丁目 | 2,785世帯 | 6,356人  |
| 塩浜二丁目 | 6,237世帯 | 12,784人 |
| 計         | 9,022世帯 | 19,140人 |

### 人口の変遷
国勢調査による人口の推移。
| 年                 | 人口   |
| ------------------ | ------ |
| 1995年（平成7年）  | 8,642  |
| 2000年（平成12年） | 11,803 |
| 2005年（平成17年） | 17,130 |
| 2010年（平成22年） | 18,189 |
| 2015年（平成27年） | 18,565 |
| 2020年（令和2年）  | 19,560 |

### 世帯数の変遷
国勢調査による世帯数の推移。
| 年                 | 世帯数 |
| ------------------ | ------ |
| 1995年（平成7年）  | 3,112  |
| 2000年（平成12年） | 4,619  |
| 2005年（平成17年） | 6,716  |
| 2010年（平成22年） | 7,379  |
| 2015年（平成27年） | 7,754  |
| 2020年（令和2年）  | 8,287  |

## 学区
区立小・中学校に通う場合、学区は以下の通りとなる（2023年4月時点）。
| 丁目       | 番地                 | 小学校               | 中学校                 |
| ---------- | -------------------- | -------------------- | ---------------------- |
| 塩浜一丁目 | 1番、2番 4番33号南棟 | 江東区立越中島小学校 | 江東区立深川第三中学校 |
| 塩浜一丁目 | その他               | 江東区立平久小学校   | 江東区立深川第八中学校 |
| 塩浜二丁目 | 29番                 | 江東区立南陽小学校   | 江東区立東陽中学校     |
| 塩浜二丁目 | その他               | 江東区立枝川小学校   | 江東区立深川第八中学校 |

## 交通
最寄り駅はJR京葉線の越中島駅と潮見駅、東京メトロ東西線の木場駅と東陽町駅、東京メトロ有楽町線の豊洲駅である。

### 路線バス
都営バスが運行されている。
- 越中島通りを経由する系統
  - 海01系統：門前仲町行／豊洲駅・有明テニスの森公園・台場駅経由、東京テレポート駅行
  - 門19系統：門前仲町行／豊洲駅・辰巳駅・癌研有明病院経由、国際展示場駅行
- 三ツ目通りを経由する系統
  - 業10系統：豊洲駅・勝どき橋南詰・銀座四丁目経由、新橋行／木場駅・東京都現代美術館・菊川駅経由、とうきょうスカイツリー駅行
  - 陽12系統：豊洲駅経由、昭和大学江東豊洲病院・豊洲市場行／ 深川第八中学校南経由、東陽町駅行
  - 錦13系統：豊洲駅経由、晴海埠頭行／辰巳駅経由、深川車庫行／東陽三丁目経由、錦糸町駅行
  - コミュニティバス「しおかぜ」：木場駅・潮見駅方面

道路
- 東京都道319号環状三号線（三ツ目通り）
- 越中島通り

首都高速道路・出入口
- 首都高速9号深川線塩浜入口

## 事業所
2021年（令和3年）現在の経済センサス調査による事業所数と従業員数は以下の通りである。
| 丁目       | 事業所数  | 従業員数 |
| ---------- | --------- | -------- |
| 塩浜一丁目 | 46事業所  | 572人    |
| 塩浜二丁目 | 150事業所 | 3,254人  |
| 計         | 196事業所 | 3,826人  |

### 事業者数の変遷
経済センサスによる事業所数の推移。
| 年                 | 事業者数 |
| ------------------ | -------- |
| 2016年（平成28年） | 189      |
| 2021年（令和3年）  | 196      |

### 従業員数の変遷
経済センサスによる従業員数の推移。
| 年                 | 従業員数 |
| ------------------ | -------- |
| 2016年（平成28年） | 3,741    |
| 2021年（令和3年）  | 3,826    |

## 施設
公園
- 塩浜公園
- 塩浜一公園
- 第二公園
- 浜園公園

教育
- 江東区立深川第八中学校

## その他

### 日本郵便
- 郵便番号 : 135-0043[3]（集配局 : 深川郵便局[19]）。